# Indonesicesa annulipes
Indonesicesa annulipes är en tvåvingeart som först beskrevs av Carl Ludwig Doleschall 1857.  Indonesicesa annulipes ingår i släktet Indonesicesa och familjen Neriidae. Inga underarter finns listade i Catalogue of Life.